# Rogny-les-Sept-Écluses
Rogny-les-Sept-Écluses es una localidad y comuna francesa situada en la región de Borgoña, departamento de Yonne, en el distrito de Auxerre y cantón de Bléneau.

## Demografía
| 819 | 860 | 937 | 966 | 1 383 | 1 310 | 1 518 | 1 464 | 1 451 | 1 460 | 1 435 | 1 475 | 1 429 | 1 606 | 1 475 | 1 428 | 1 287 | 1 218 | 1 212 | 1 213 | 1 071 | 1 012 | 962 | 953 | 1 001 | 955 | 807 | 787 | 735 | 740 | 725 | 725 | 708 |
| Para los censos de 1962 a 1999 la población legal corresponde a la población sin duplicidades (Fuente: INSEE [Consultar]) |     |     |     |       |       |       |       |       |       |       |       |       |       |       |       |       |       |       |       |       |       |     |     |       |     |     |     |     |     |     |     |     |

## Lugares y monumentos

### Las siete esclusas
Las siete esclusas que dan nombre a la comuna se encuentran en el Canal de Briare.

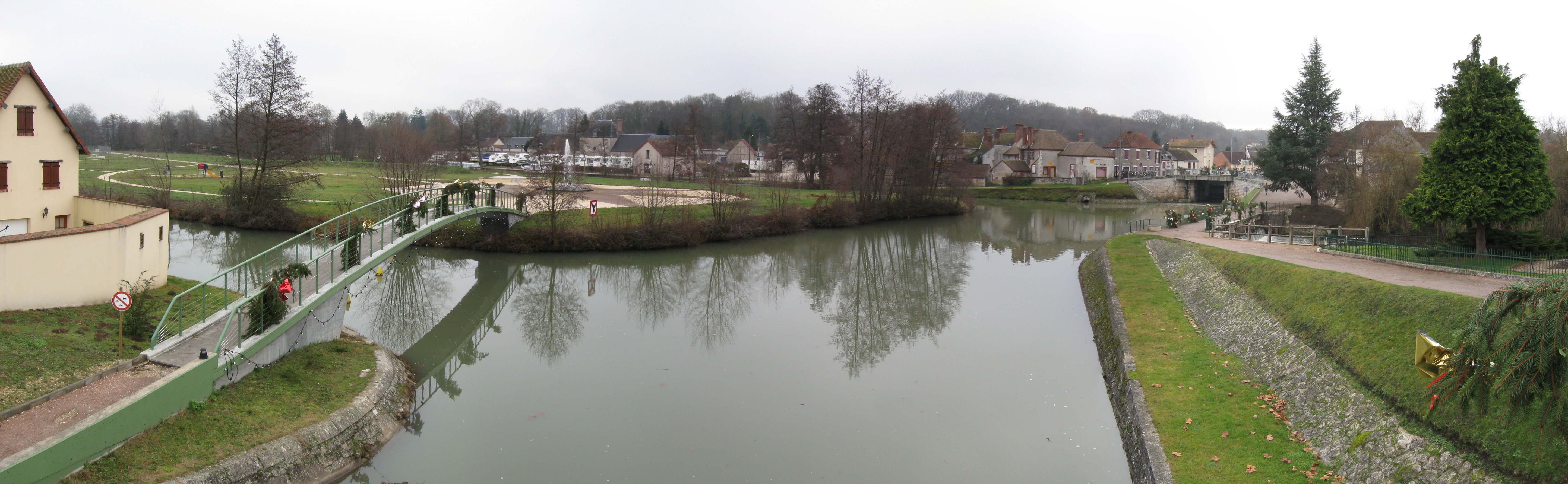
Canal de Briare.
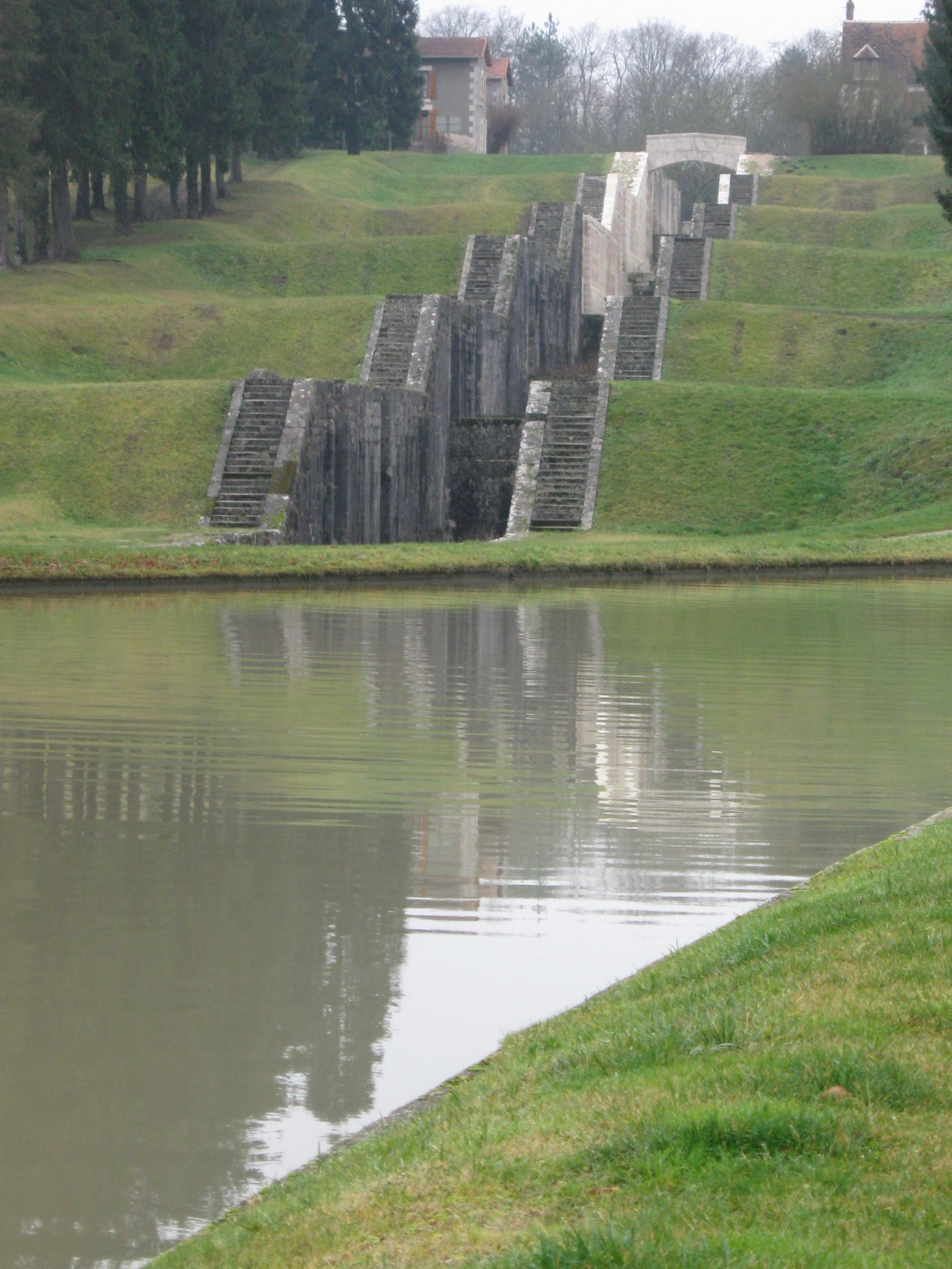
Detalle de las esclusas.
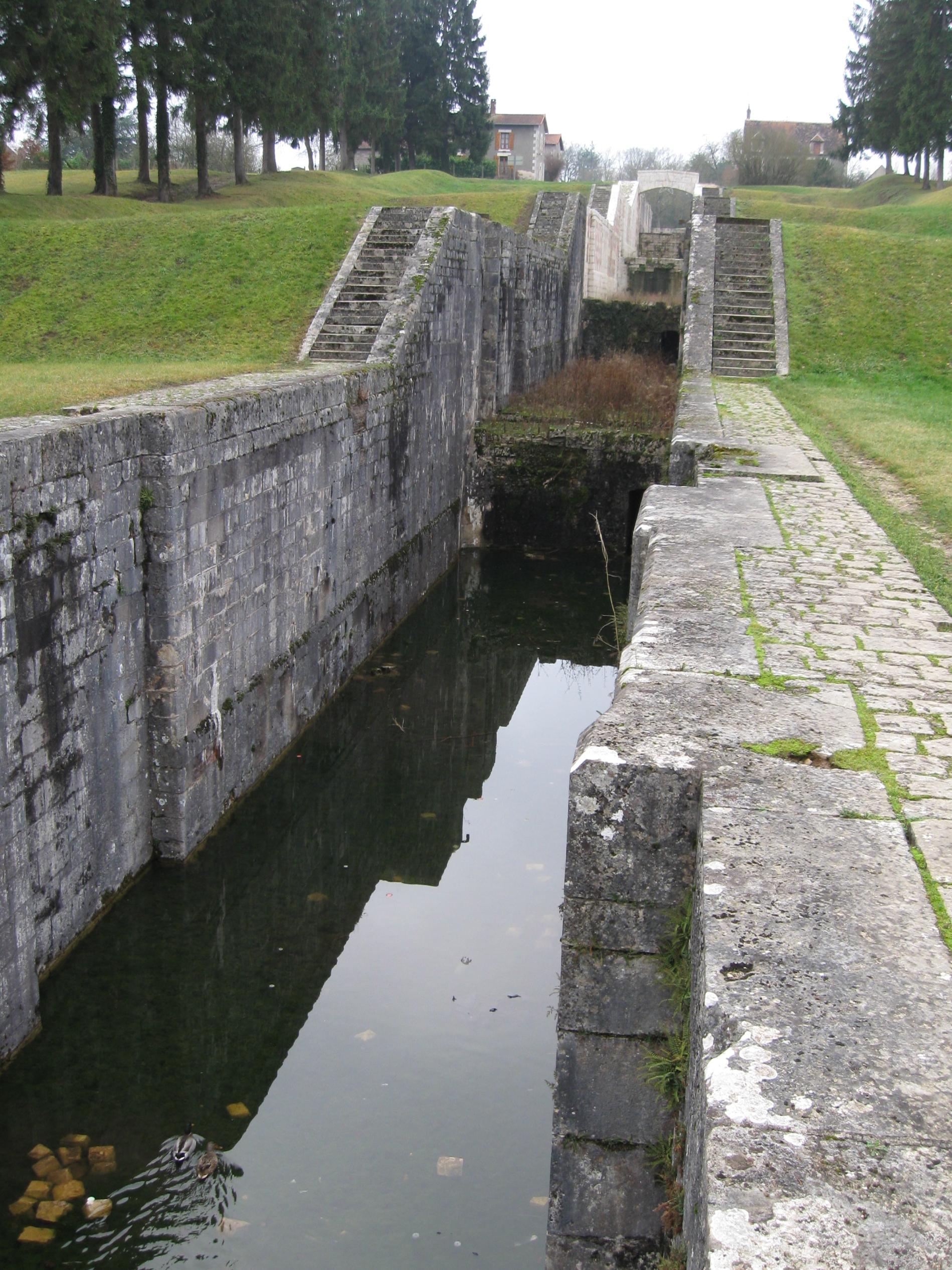
Detalle de las esclusas.
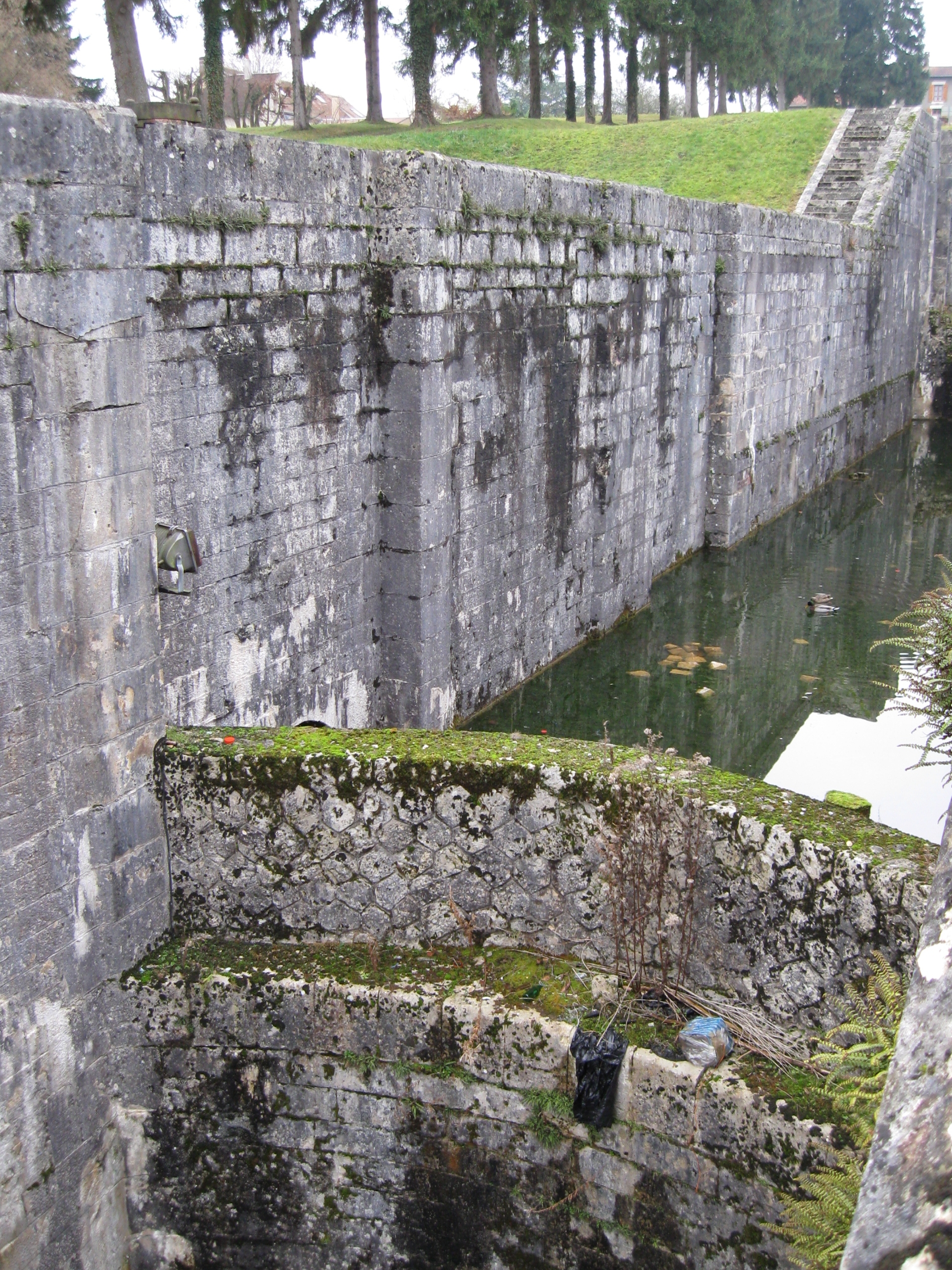
Detalle de las esclusas.
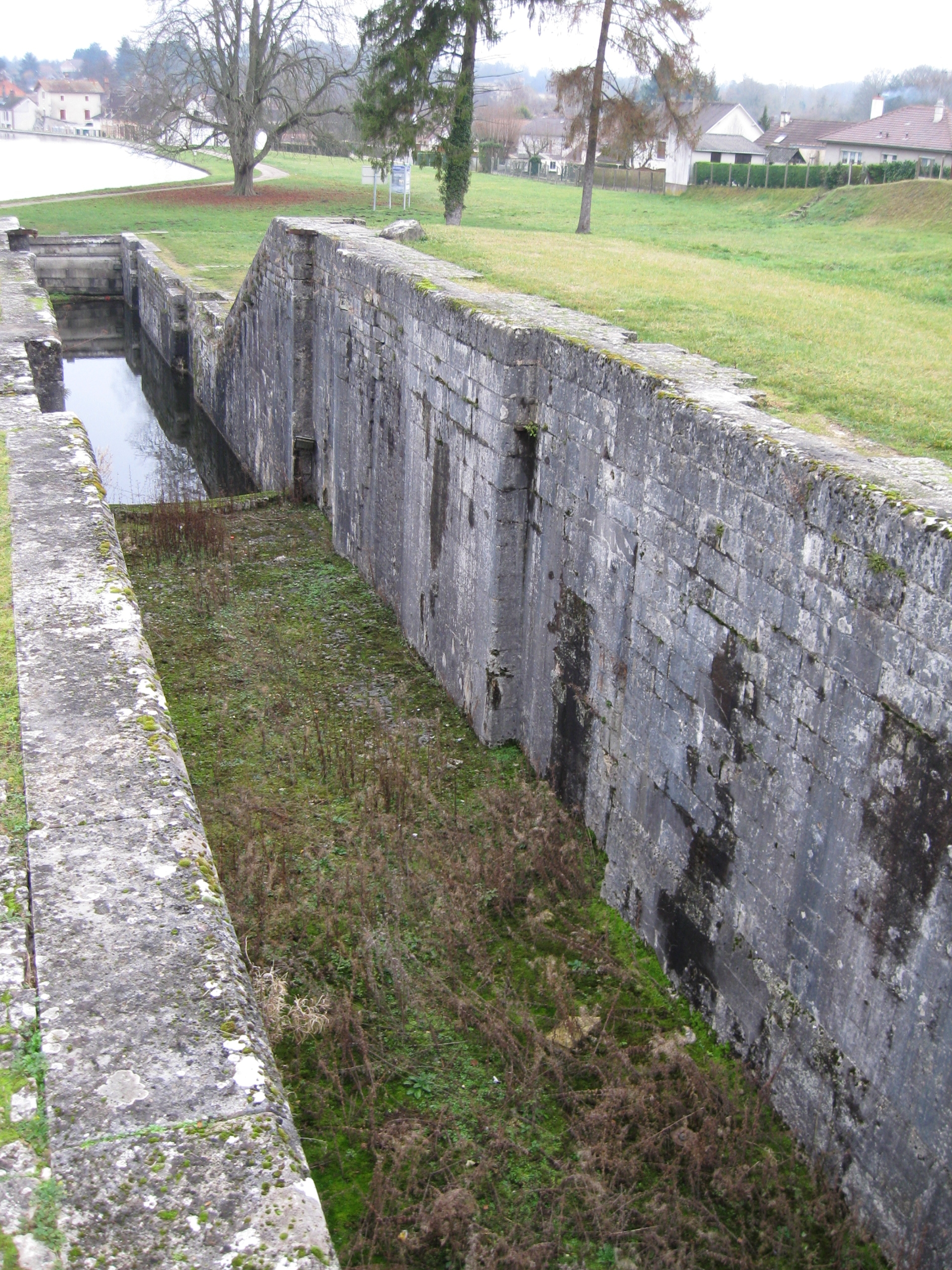
Detalle de las esclusas.